# 연금술사 (드라마)
《연금술사》는 10월 8일부터 10월 22일까지 MBC EVERY1에서 방영된 드라마이다.

## 등장 인물

### 주요 인물
- 허영지 : 오영지 역
- 한기웅 : 서준오 역
- 이수웅 : 우민우 역
- 조혜정 : 이아리 역
- 송해나 : 노경하 역
- 김종훈 : 이형민 역
- 최선우 : 김영일 역
- 유아라 : 유진아 역

### 그 외 인물
- 이두일 (특별출연)
- 유정아 (특별출연)
- 윤용현 (특별출연)
- 김국진 (특별출연)
- 권혁수 : 기자 역
- 조경현
- 유장영 : 전설의 선배 역
- 정동규
- 페라벌리 셰이다
- 안우연 : 병호 역